# Michael Dixon (director de museo)
Michael Dixon (16 de marzo de 1956) es el director del Museo de Historia Natural de Londres, Reino Unido, desde 2004.

## Biografía

### Educación
Se educó en la escuela Tiffin, una escuela secundaria de niños en Kingston upon Thames. Estudió en el Imperial College London, donde se graduó de Licenciatura en Ciencias y fue galardonado como Asociado del Royal College of Science. Realizó estudios de posgrado en la Universidad de York, completando su doctorado en Filosofía en 1984.

### Carrera
Fue director general de la Sociedad Zoológica de Londres y se convirtió en Director del Museo de Historia Natural de la misma ciudad el 1 de junio de 2004. Su nombramiento marcó a un rompimiento con la tradición en la que el director ha sido un eminente científico en ejercicio.
Hacia 2015 recibió un salario de entre 160.000 y 164.999 libras esterlinas, haciéndole una de las 328 con mayor salario en el sector público británico en ese momento.
Fue nombrado caballero en los honores del cumpleaños de la Reina Isabel II en 2014 en reconocimiento de sus servicios a los museos.

### Vida personal
En 1988, Dixon se casó con Richenda Milton-Thompson. Juntos tuvieron dos hijos; un hombre y una mujer. Se divorciaron en 1999. En 2001, se casó por segunda vez con Deborah Mary Reece (née McMahon). Juntos tienen un hijo.